# Solar Dynamics Observatory

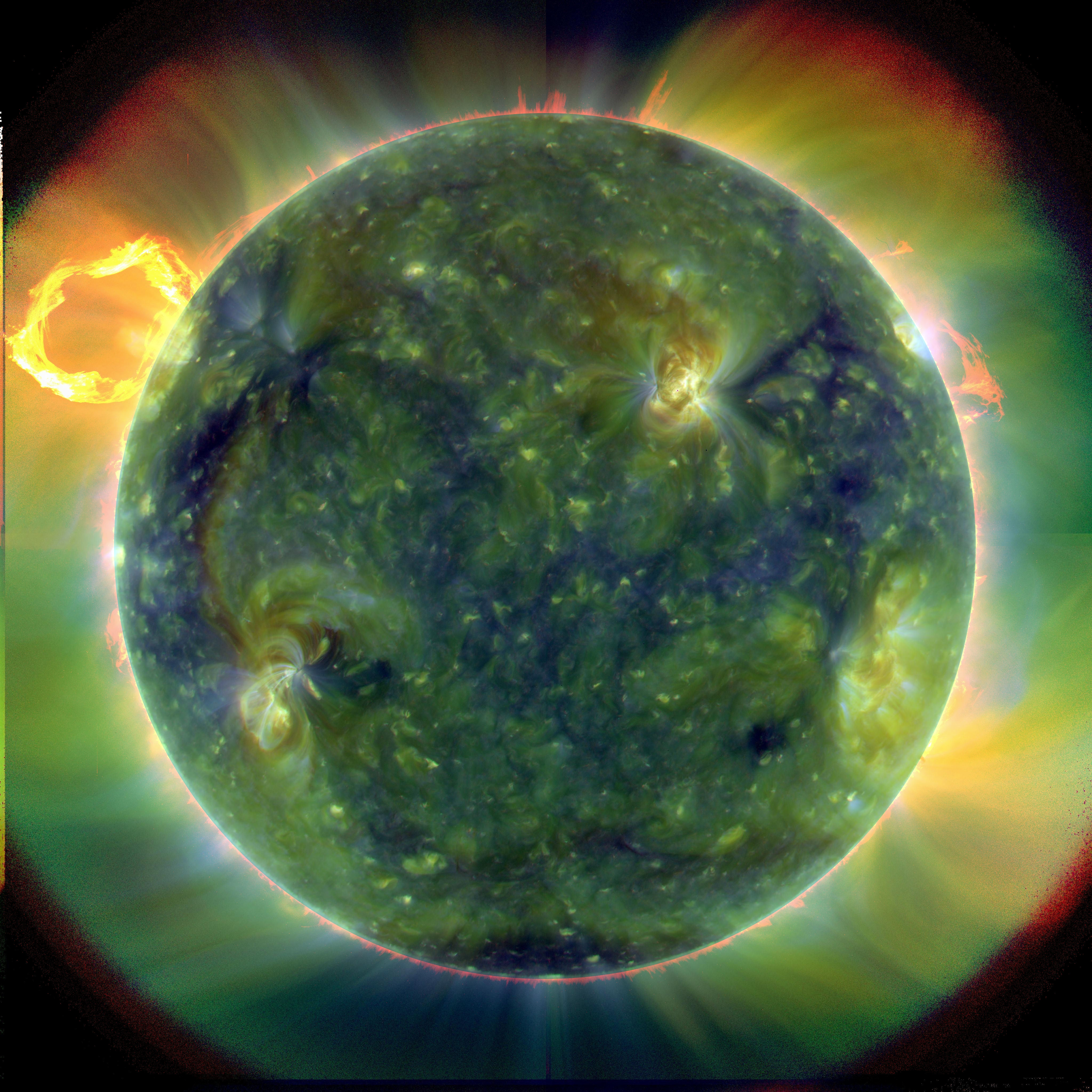
A Nap képe az SDO egyik első kompozit felvételén

A Solar Dynamics Observatory (Napdinamikai obszervatórium) amerikai napfigyelő műhold, melyet a NASA a Living With a Star (Élet egy csillaggal) program keretében indított. A műhold fő célja a Nap-Föld rendszer működésének jobb megértése. Sok szempontból a SOHO utódjának tekinthető.
A Solar Dynamics Observatory az első olyan küldetés, ami a Nap változékonysága okait próbálja felderíteni és ennek hatásait a Földre vonatkoztatni. Tervezésekor arra törekedtek, hogy a Föld és annak űrbeli környezetét vizsgálni tudja egyszerre több elektromágneses hullámhosszon, nagy időbeli felbontással.

## A küldetés céljai
Felderíteni, megmérni és megérteni a Nap változékonyságának okait, különösen az alábbi két kérdésben, amik közvetlen hatással vannak a földi élővilágra és az emberiség technológiai eszközeire:
- Hogyan jön létre a Nap mágneses tere, és milyen annak szerkezete
- Hogyan tárolódik ez a mágneses energia és hogyan adódik át a helioszférának és a Földet körülvevő űrnek napszél, töltött részecskék és különféle sugárzások formájában

## Tudományos kérdések
Az SDO a Nap viselkedését és annak az űridőjárásra gyakorolt hatásait egyidejűleg vizsgálja. Adatokat nyer a Nap mágneses teréről, a forró plazmáról a napkoronában, és a sugárzásról, ami a bolygók ionoszféráját létrehozza.
A vizsgálatok egyik célja, hogy segítsen előrejelezni a Nap viselkedésében bekövetkező változások következményeit.
A szonda viszonylag kevés számú adatot mér, de azokat különféle összefüggésben használják fel. Ilyen például a felszín forgási sebessége (amit a HMI műszer mér). Ezzel az értékkel korrigálják az egyéb mérésekből származó adatokat, mintha egy elméleti modellben a Nap nem végezne forgást. Ez leegyszerűsíti a számításokat. Adódik továbbá az oszcilláció és az áramlásból eredő sebességek. Ez utóbbiak a felszínen zajló viharok hullámainak felelnek meg. Forró gáz áramlik fölfelé és a széleken lefelé (éppen úgy, mint egy gőzölgő fazék esetén). A kiszámított sebességekkel megfigyelhető a napfoltok hatása a konvekciós zónára. 30 napos megfigyelési eredményekkel láthatóvá válnak a Nap oszcillációi, amik vizsgálatával mintegy a Nap belsejébe pillanthatunk.
A konkrét kérdések, amikre ettől a küldetéstől várják a választ:
1. Milyen mechanizmus hozza létre a közel-periodikus 11 éves napciklust?
2. Hogyan hatnak egymásra a mágnesesen aktív régiók, hogyan adódnak össze és oszlanak szét?
3. Hogyan befolyásolják a kismértékű mágneses összekapcsolódások a nagymértékű mágneses felépítést és áramokat és milyen jelentősége van ennek a napkorona felfűtésében, valamint a napszél felgyorsításában?
4. Hol keletkeznek a Nap extrém ultraibolya spektrumában megfigyelhető változások és milyen összefüggésben vannak a mágneses aktivitás ciklusával?
5. Milyen jellemzőjű mágneses tér vezet a koronakidobódások kialakulásához, a szálak kitöréséhez (filament eruption) és a flerekhez, amik nagy energiájú részecskéket és sugárzást hoznak létre?
6. Meg lehet-e határozni a Föld közelében kialakuló napszél felépítését és dinamikus tulajdonságait a Nap felszínéhez közeli mágneses tér felépítéséből és a naplégkör struktúrájából?
7. Mikor várható aktivitás és megbízhatóan előrejelezhető-e az űridőjárás és -klíma?

## Műszerek

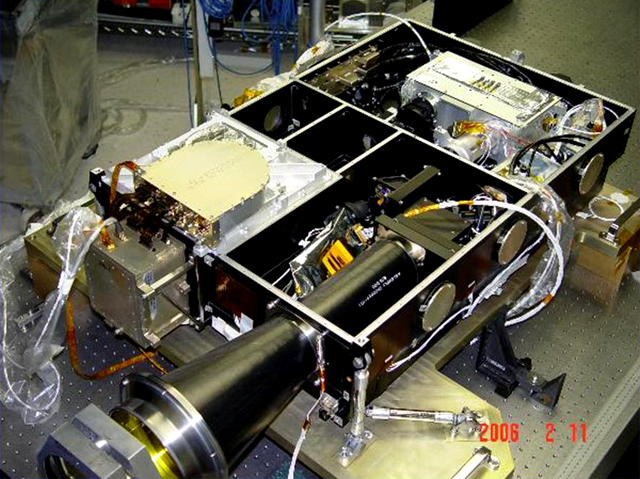
(HMI) - „Naprengés- és mágneses képalkotó műszer”

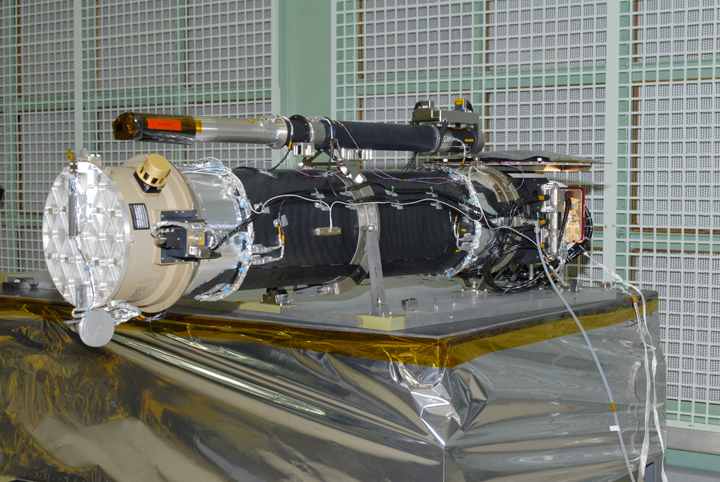
(AIA) - „Légköri képalkotó műszeregyüttes”

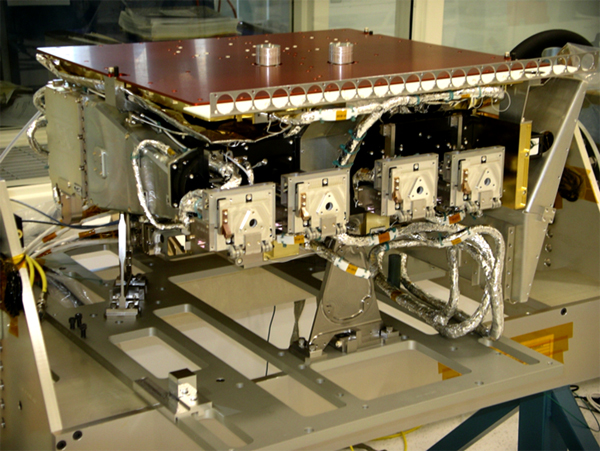
(EVE) - „EUV változásfigyelő kísérlet”

Az SDO a következő műszerekkel repül:
- Helioseismic and Magnetic Imager (HMI) - „Naprengés- és mágneses képalkotó műszer”
- Atmospheric Imaging Assembly (AIA) - „Légköri képalkotó műszeregyüttes”
- EUV Variability Experiment (EVE) - „Extra UV változásfigyelő kísérlet”

A kísérletek során a műszerek a Nap különféle jellemzőit mérik a változásokra figyelve. A három műszer ugyanabban az időben végzi méréseit, így együtt összetett információt szolgáltatnak a Nap változásairól.
A műszerek a Föld környezetében kialakuló viszonyok jobb megértését szolgálják. A következő feladatokat végzik el:
1. Az extrém ultraviola sugárzás mérése nagy időbeli felbontással
2. Az oszcillációból eredő Doppler-eltolódás mérése a napkorong teljes látható felületén
3. Hosszanti és keresztirányú mágneses hullámok nagy felbontású mérései a teljes látható felületen
4. Képek készítése a kromoszféráról és a belső koronáról különböző hőmérsékleteken, gyors egymásutánban
5. A mérések folytatása a napciklus hosszabb időszakában, hogy a változások a ciklus különböző fázisaiban vizsgálhatók legyenek

A küldetés tudományos csoportjai megkapják az SDO adatait, ők dolgozzák fel, elemzik, tárolják és szolgáltatják a feldolgozott adatokat.

### HMI (Helioseismic and Magnetic Imager)
A „Naprengés- és mágneses képalkotó műszer” a SOHO/MDI műszerek képességeit terjeszti ki a teljes napkorongra folyamatosan és nagyobb térbeli felbontással.  tudományos vezető: Phil Scherrer, tudományos intézet: Stanford University. Magyar vonatkozásként a műszer által készített digitális képeket a Debreceni Napfizikiai Obszervatóriumban is feldolgozzák, aholis a világ legrészletesebb és legpontosabb napfoltkatalógusát készítik!

### AIA (Atmospheric Imaging Assembly)
A „Légköri képalkotó műszeregyüttes” a Nap légkörét többféle hullámhosszon vizsgálja, hogy feltáruljon az összefüggés a Nap belső változásai és a felszíni változások között. A mérések során a Napról 10 másodpercenként készül kép 10 különböző hullámhosszon. Tudományos vezető: Alan Title, tudományos intézet: Lockheed Martin Solar Astrophysics Laboratory.

### EVE (Extreme Ultraviolet Variablity Experiment)
Az „EUV változásfigyelő kísérlet” az extrém ultraviola sugárzás változásait figyeli a korábbi méréseket felülmúló spektrális felbontással, gyorsasággal és pontossággal. Célja a Nap sugárzása és a Föld környezetében kialakuló űrbeli környezet közötti kapcsolat feltárása. Tudományos vezető: Tom Woods, tudományos intézet: University of Colorado.

## A műhold adatai

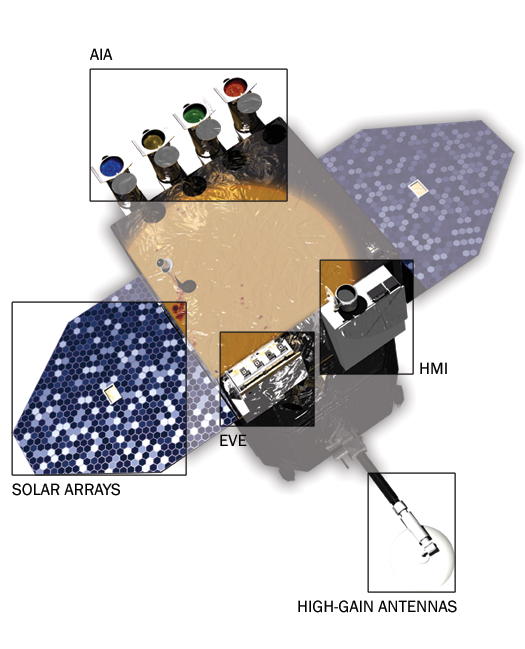
A napszonda műszereinek elhelyezkedése
(solar arrays=napelemek,
high-gain antennas=nagynyereségű antennák)

Az SDO a Nap irányába beálló félautomatikus eszköz, ami a Nap közel folytonos megfigyelését teszi lehetővé. A mért adatok folyamatosan áramlanak a Föld felé 130 Mbps (megabit/sec) sebességgel.
A műhold 4,5 m magas, oldalirányban több mint 2 m, tömege 3200 kg fölötti (tüzelőanyaggal együtt).
Pályája elhajlásos geoszinkron, ami lehetővé teszi a Nap folyamatos megfigyelését és az adatok továbbítását egyetlen földi fogadóállomás segítségével, aminek helye Új-Mexikóban van (USA).

### A műhold jellemzői
- Háromtengelyű stabilizált és robusztus felépítés
- Felbocsátási tömeg 3200 kg, ebből 270 kg a hasznos teher, 1400 kg az üzemanyag
- Méretei: 2,2 × 2,2 × 4,5 m,  a napelem kinyitva 6,5 m hosszú
- A napelem felülete: 6,6 m², ami 1450 W energiát állít elő. Alakját úgy határozták meg, hogy ne akadályozza az antennák működését.
- A tudományos adatokat folyamatosan ~130 Mbps sebességgel továbbítja a 26 GHz-es Ka-sávon

### Felbocsátás
- Az SDO-t egy Atlas V rakéta vitte fel az SLC 41 kilövőállásról (Cape Canaveral, Florida, USA).
- A geoszinkron transzfer pályáig (GTO) az Atlas V emelte fel. Ott az SDO saját meghajtásával állt rá a geoszinkron pályára (GEO).
- Az SDO fő hajtóműve egy kettős meghajtású rendszer, ami üzemanyagként monometil-hidrazint használ nitrogén-tetroxid oxidálószerrel. A kisebb hajtóművek ugyanezt az üzemanyagot használják a küldetés teljes időtartama alatt.

### A pálya
- Az adatok nagysebességű, folyamatos áramlása megkövetelte, hogy az SDO inklinált geoszinkron pályát használjon.
- Közel folyamatos megfigyelés lehetséges lenne alacsony Föld körüli pályáról is (LEO), azonban ebben az esetben nagy mennyiségű adatot kellene tárolni a fedélzeten a földi kapcsolat létrejöttéig (mivel a kapcsolat nem lenne folyamatos). Az óriási mennyiségű adat tárolásának nehézségei miatt inkább a folyamatos adatkapcsolatot választották.
- Hátránya ennek a pályának a nagyobb indítási és fenntartási költség (a LEO-hoz viszonyítva), valamint az évente kétszer ismétlődő földárnyék. Ezalatt a 2-3 hetes időszakok alatt az SDO a Nap megfigyelésében napi gyakoriságú megszakításokat fog tapasztalni. Valamint lesz három holdárnyékos időszak is minden évben.
- A pálya a Föld sugárzási zónáján kívül esik, ahol a sugárzás szintje meglehetősen magas lehet. Emiatt a szonda műszereit és elektronikáját külön védőburkolattal látták el. Minthogy ez az űridőjárás egyik hatása, az SDO-t éppen az ellen kell védeni, aminek vizsgálata a feladata!

### Kommunikáció
A tudományos adatokat a 26 GHz-es Ka-sávon sugározza a Föld felé a fedélzetén lévő 2 db nagynyereségű antennával, 2 db S-sávú irányítatlan antennával pedig a mérnöki adatokat.
A földi állomás 2 db 18 méteres antennából áll (az egyik tartalék), földrajzi helye White Sands Rakétakísérleti Telep, Új-Mexikó. Az antennákat kimondottan az SDO számára építették.
A teljes adatátvitel 150 Mbps, amiből a hasznos adat 130 Mbps sebességgel áramlik. Az SDO naponta 1,5 terabájt adatot állít elő. Időről időre használni fogja a Universal Space Network antennáját is (South Point, Hawaii), hogy ezzel további pályakövetési adatokat szolgáltasson. A küldetés irányítói a napszondát távvezérléssel irányítják a NASA Goddard Űrközpontjából.

## A küldetés jelentősebb eseményei
A műhold indítását először 2010. február 9-ére tervezték, ezt a Space Shuttle STS–130 repülésének egy napos csúszása miatt eltolták egy nappal. A február 10-i indítást az erős szél akadályozta meg, mely éppen az Atlas V hordozórakéta számára előírt maximum felett volt, egy nap múlva viszont pont alatta, így a holdat sikerült pályára állítani. A műhold első adatait 2010. április 12-én tették közzé.
Az elsődleges megfigyelési időszakot 5 évre tervezték (ez körülbelül fele egy napciklusnak), amit 5 éves hosszabbítás követhet.

## A kiküldetés ötödik évfordulójának ünneplése
Az évfordulót NASA a Nap-aktivitás  ötéves  filmezésének 5 percre felgyorsított videójával ünnepelte. Itt a francia „www.maxisciences.com”  közvetítésével. Hozzáférés:2015/02/22

## Külső hivatkozások
- Az SDO honlapja a NASA-nál
- Solar Dynamics Observatory Mission Profile

### Filmek
- NASA: New Eye on the Sun Delivers Stunning First Images

### Könyvek
- Kosovichev, G., Subphotospheric structure of sunspots and active regions, in Multi-Wavelength Investigations of Solar Activity, Proceedings IAU Symp. 223, eds. A. V. Stepanov, E. E. Benevolenskaya, and A. G. Kosovichev, (Cambridge: Cambridge), pp. 171–178, 2004, doi: 10.1017/S1743921304005551.
- Weber, M. A., E. E. Deluca, L. Bolub, and A. L. Sette, Temperature diagnostics with multichannel imaging telescopes, in Multi-Wavelength Investigations of Solar Activity, Proceedings IAU Symp. 223, eds. A. V. Stepanov, E. E. Benevolenskaya, and A. G. Kosovichev, (Cambridge: Cambridge), pp. 321–328, 2004, doi: 10.1017/S1743921304006088.

### További olvasmányok
- Graham, J. D., A. López Ariste, H. Socas-Navarro, and S. Tomczyk, Inference of Solar Magnetic Field Parameters from Data with Limited Wavelength Sampling, Solar Physics, 208, 211-232, 2002.
- Borrero, J.M., Tomczyk, S., Norton, A., Darnell, T., Schou, J., Scherrer, P., Bush, R., and Liu, Y., Magnetic Field Vector Retrieval With the Helioseismic and Magnetic Imager, Solar Physics, 240, 177-196, 2007.
- Auden, E., Toutain, T., and Zharkov, S., eSDO algorithms, data centre and visualization tools, Astronomische Nachrichten, 328, 356-+, 2007.
- Kosovichev, A.G. and HMI Science Team, Helioseismology program for Solar Dynamics Observatory, Astronomische Nachrichten, 328, 339-+, 2007.
- Borrero, J.M., Tomczyk, S., Norton, A.A., Darnell, T., Schou, J., Scherrer, P., Bush, R.I., and Lui, Y., Magnetic Field Vector Retrieval with HMI, Astronomical Society of the Pacific Conference Series, 358, 144-+, 2006.
- Snow, M., Woodraska, D., McClintock, W.E., Woods, T. N., and Kopp, G., Solar Irradiance Data for Space Weather from SORCE and TIMED-SEE, AGU Fall Meeting Abstracts, A1352+, 2006.

### Kivonatok
- Pesnell, W. D., From the Sun to you at the speed of light: The SDO data system, Eos Trans. AGU, 86, Jt. Assem. Suppl., Abstract SH42A-06, 2005.
- Tann, Hun K., Raymond J. Pages, and Christopher J. Silva, Ground System for the Solar Dynamics Observatory (SDO) Mission Observatory Mission, in Space Systems Engineering Conference (1st - Atlanta - 2005) SSEC05. Session C: Deep Space Systems, (Atlanta: Georgia Institute of Technology), 10-Nov-2005, URI: http://hdl.handle.net/1853/8029.
- Bush, R., P. Scherrer, J. Schou, Y. Liu, S. Tomczyk, J. Graham, and A. Norton, Vector magnetic field measurement capability of the Helioseismic and Magnetic Imager on SDO, AGU Fall Meeting Abstracts, #SH52A-0464, 2002.
- Eparvier, F. G., Thomas N. Woods, David A. Crotser, Gregory J. Ucker, Richard A. Kohnert, Andrew Jones, Darrell L. Judge, Donald McMullin, and, Gregory D. Berthiaume, The EUV Variability Experiment (EVE) aboard the NASA Solar Dynamics Observatory (SDO), in Instruments, Science, and Methods for Geospace and Planetary Remote, Sensing, Proceedings of SPIE, 5660, eds. Carl A. Nardell, Paul G. Lucey, Jeng-Hwa Yee, James B. Garvin, pp. 48–55, 2004, doi:10.1117/12.579045.
- Kosovichev, A. G., T. L. Duvall Jr., A. C. Birch, L. Gizon, J. Zhao, T. Sekii, and H. Shibahashi, Acoustic Tomography of the Sun's Interior with SDO: Possibilities and Limitations AGU Fall Meeting Abstracts, SH21C-06, 2002.
- Pages, R., W. J. Potter, and B. J. Thompson, Drinking From the Data Firehose: The SDO Ground System AGU Fall Meeting Abstracts, SH21C-07, 2002.
- Rochus, P., J M Defise, J P Halain, E Mazy, C Jamar, F Clette, P Cugnon, D Berghmans, J F Hochedez, J P Delaboudiniere, G Artzner, F Auchere, R Mercier, M F Ravet, M Delmotte, M Idir, S Fineschi, E Antonucci, R A Harrison, R A Howard, J D Moses, and J S Newmark, MAGRITTE / SPECTRE : the Solar Atmospheric Imaging Assembly (AIA) aboard the Solar Dynamics Observatory AGU Fall Meeting Abstracts, SH21C-05, 2002.
- Scherrer, P. H., The Helioseismic and Magnetic Imager for the Solar Dynamics Observatory, AGU Fall Meeting Abstracts, A494, 2002, doi: 2002AGUFMSH52A0494S.
- Schwer, K., R. B. Lilly, B. J. Thompson, D. A. Brewer, The SDO Mission AGU Fall Meeting Abstracts, SH21C-01, 2002.
- Woods, T. N., F. G. Eparvier, G. J. Rottman, D. L. Judge, D. R. McMullin, J. L. Lean, J. T. Mariska, H. P. Warren, G. D. Berthiaume, S. M. Bailey, R. A. Viereck, W. K. Tobiska, T. J. Fuller-Rowell, and J. J. Sojka, Overview of the SDO Extreme ultraviolet Variability Experiment (EVE) AGU Fall Meeting Abstracts, SH21C-02, 2002.
- Scherrer, P.H., and the SDO/HMI Team, The Helioseismic and Magnetic Imager for the Solar Dynamics Observatory B.A.A.S., 34, Abstract 56.04, 2002.
- Title, A., Report on the Mission Definition Study for the Solar Dynamics Observatory Solar Physics Division Meeting 2000, Abstract 7.04, 2000.
- Liu, Y., Norton, A. A., Tomczyk, S., Bush, R. I., Graham, J. D., Lites, B. W., López Ariste, A., Scherrer, P. H., Schou, J., Socas-Navarro, H., Ulrich, R. K., The choice of the spectral line for the HMI/SDO: from observational point of view, 4th Solar Polarization Worshop, Boulder, Colorado, September, 2005.
- Graham, J.D., Norton, A. A., Ulrich, R. K., Schou, J., Tomczyk, S., Liu, Y., Lites, B. W., López Ariste, A., Bush, R. L., Socas-Navarro, H., Scherrer, P. H., Information for Spectral Lines FeI 6173 Ĺ and NiI 6768 Ĺ, HMI Technote.
- Rees, D., Y. Guo, A. López Ariste, and J. Graham, Real Time Stokes Inversion Using Multiple Support Vector Regression, Proceedings of the Eighth International Conference on Knowledge-Based Intelligent Information & Engineering Systems, Wellington, New Zealand, September, 2004.
- Norton, A. A., J. D. Graham, B. W. Lites, H. Socas-Navarro, and S. Tomczyk, Vector Magnetometry with HMI, NASA Living With a Star Science Workshop, Boulder, Colorado, March, 2004.
- Graham, J. D., A. A. Norton, A. López Ariste, B. Lites, H. Socas-Navarro, and S. Tomczyk, The Helioseismic and Magnetic Imager (HMI) on SDO: Full vector magnetography with a filtergraph polarimeter, in Proceedings of the Third International Workshop on Solar Polarization, eds. J. Trujillo-Bueno and J. Sanchez-Almeida, ASP Conf. Ser., 307, 131, 2003.
- Graham, J. D., B. W. Lites, A. López Ariste, A. Norton, H. Socas-Navarro, and S. Tomczyk, Inference of Solar Vector Magnetic Fields with Filtergraph Instruments, B.A.A.S. American Astronomical Society, 34, 736, 2002.